# Czajków Północny
Czajków Północny – wieś sołecka w Polsce położona w województwie świętokrzyskim, w powiecie staszowskim, w gminie Staszów. Czajków Północny leży ok. 15 km na wschód od Staszowa.

## Dawne części wsi – obiekty fizjograficzne
W latach 70. XX wieku przyporządkowano i opracowano spis lokalnych części integralnych dla Czajkowa Północnego zawarty w tabeli 1.

| Nazwa wsi — miasta  | Nazwy części wsi — miasta                                    | Nazwy obiektów fizjograficznych — charakter obiektu |
| ------------------- | ------------------------------------------------------------ | --- |
| I. Gromada WIŚNIOWA |                                                              | |
| 1. Czajków Północny | 1. Dół 2. Góra 3. Kały 4. Mała Polska 5. Podedwór 6. Za Górą | 1. Baksonki — pole 2. Góra — pole 3. Kały — pole 4. Końce — pole 5. Mała Polska — pole 6. Pastwiska — pole 7. Pastwisko — pole 8. Podedwór — pole 9. Rowy — pole 10. Sadzawki — pole, łąki 11. Strugi — łąka, pole 12. Tarniak — pole 13. Za Górą — pole 14. Zawadówka — pole |

## Geografia
Czajków leży w pradolinie niewielkiej rzeki Kacanki, miejscami obrośniętej olchami i przepływającej przez rozległe łąki. Na wzniesieniach po obu stronach rzeki usytuowane są wsie: Czajków Północny i Czajków Południowy, niegdyś stanowiące jedną miejscowość. Cały obszar wsi, pól i łąk otoczony jest lasami. Dominują gleby piaszczysto-gliniaste. Region leży na pograniczu dwóch mikroregionów: Niecki Nidziańskiej i Wyżyny Sandomierskiej.

## Religia
Wieś należy do parafii św. Michała Archanioła w Wiązownicy-Kolonii. We wsi znajduje się kościół filialny pw. Bł. ks. prałata Antoniego Rewery.
Miejscowość znajduje się na odnowionej trasie Małopolskiej Drogi św. Jakuba z Sandomierza do Tyńca, która to jest odzwierciedleniem dawnej średniowiecznej drogi do Santiago de Compostela.

## Historia
Nazwa wsi wywodzi się od nazwy osobowej „Czajka” z sufiksem -ów -owo tworzy ona nazwę miejscowości (być może takie nazwisko  nosił naczelnik plemienia, które osiedliło się na zboczach rzeki Kacanki). W XV wieku Czajków wraz ze Smerdyną i Wiązownicą były wsiami królewskimi wchodzącymi w skład Starostwa Sandomierskiego. Dwór w Czajkowie został zniszczony przez Kozaków.
Po raz pierwszy Czajków wymieniony został w dokumencie z roku 1392 jako „Czaycow”, u Długosza w L.B. t. s.325 – „Czaykow”.
Tak też w Liber retaxationum z roku 1529. Nazwa Czajków występuje już w Słowniku geograficznym Królestwa Polskiego.
Po III rozbiorze Polski w 1795 wieś i folwark Czajków weszły w skład dóbr rządowych, najpierw austriackich, potem Księstwa Warszawskiego, a po kongresie wiedeńskim w 1815 należały do dóbr rządowych Królestwa Kongresowego. 
W Słowniku geograficznym z XIX wieku opisano Czajków jako wieś rządową, położoną w powiecie sandomierskim, w gminie Wiśniowa i parafii Wiązownica. W 1827 wieś (Czajków Północny wraz z Południowym) liczyła 90 domów i 491 mieszkańców, zaś w 1880 roku 638 mieszkańców i 1663 mórg ziemi włościańskiej.
W czasie okupacji niemieckiej w latach 1939–1945 Czajków należał do dystryktu radomskiego Generalnego Gubernatorstwa. 
Po wyzwoleniu w 1945 władze Polskiej Rzeczypospolitej Ludowej przywróciły przedwojenny podział administracyjny i wówczas Czajków znalazł się ponownie w obrębie powiatu sandomierskiego. W reformie administracyjnej z 1954 r. utworzona została gromada Czajków, w powiecie sandomierskim, w województwie kieleckim, która w tym samym roku weszła w skład nowo utworzonego powiatu staszowskiego. W 1961 roku gromadę Czajków zniesiono, a wieś włączono do gromady Wiśniowa. Od 1973 r. wieś należy do reaktywowanej gminy Wiśniowa. W latach 1975–1998, po zniesieniu powiatów,  miejscowość administracyjnie należała do województwa tarnobrzeskiego, przy czym od 1977 r. wchodzi w skład gminy Staszów, po włączeniu do niej gminy Wiśniowa. Po reformie administracyjnej z 1999 r. ponownie należy do powiatu staszowskiego, reaktywowanego w ramach województwa świętokrzyskiego.